# Chine historique

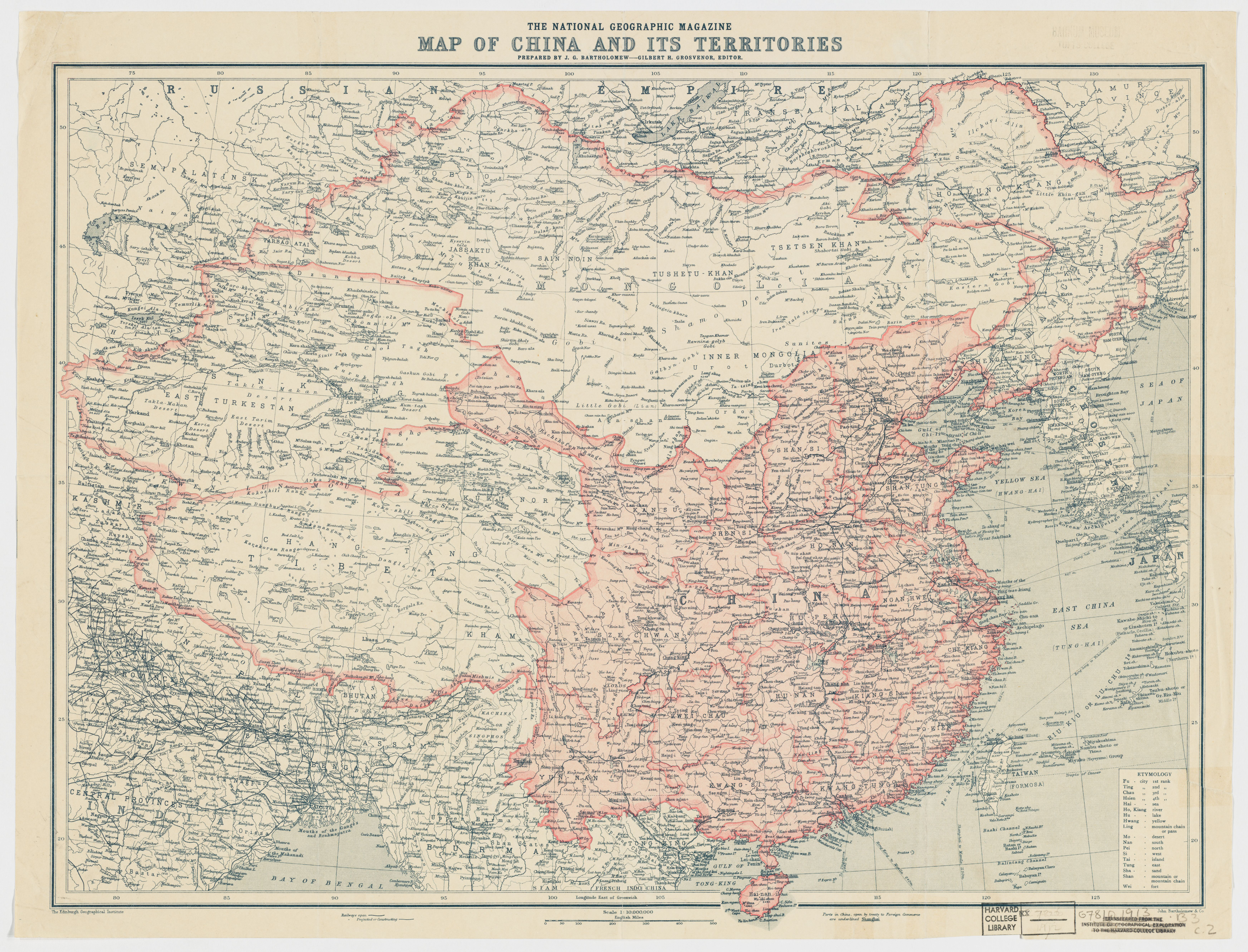
Une carte de 1912 provenant d'un numéro du magazine National Geographic et montrant les frontières de la république de Chine. La Chine Historique est en rose, tandis que les autres territoires Chinois sont délimités par des traits roses

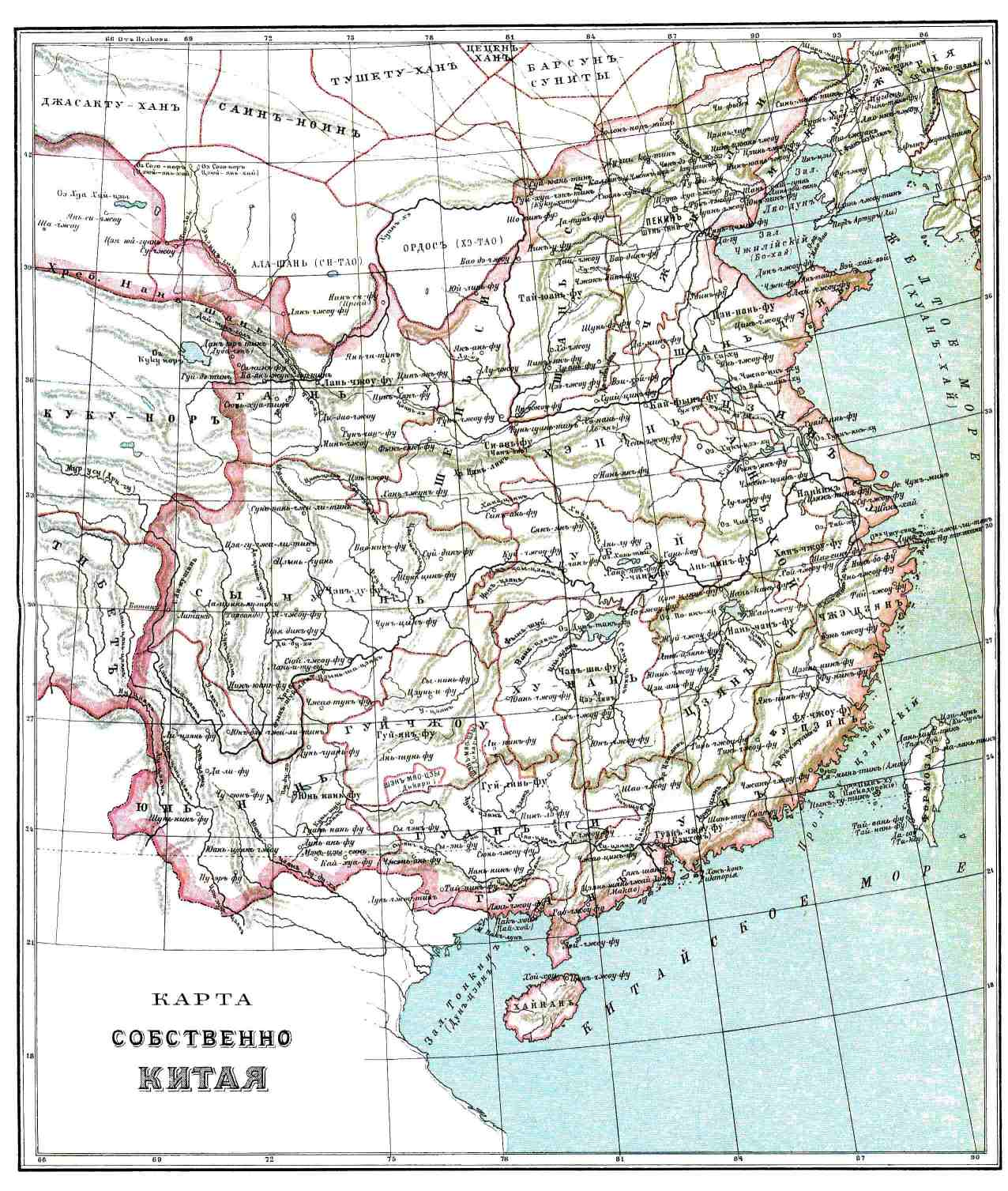
Carte de la Chine Propre de 1900 provenant du Dictionnaire encyclopédique Brockhaus et Efron

La Chine historique, ou Chine propre, ou encore provinces intérieures, sont des termes utilisés principalement en Occident en référence aux régions traditionnelles du « noyau » de la Chine centrées sur le sud-est du pays. Pour désigner cette zone, les chinois utilisent plutôt l'’expression Dix-huit Provinces a l'Intérieur de la Passe (chinois simplifié : 关内十八省 ; chinois traditionnel : 關內十八省), en référence aux dix-huit provinces situées en deçà de la Grande Muraille.
Ce terme de Chine Historique est utilisé pour la première fois par les Occidentaux sous la dynastie Qing et ses dirigeants d'origine Mandchous, pour décrire la distinction entre les « terres Han » historiques (漢地), c'est-à-dire les régions longtemps dominées par une population majoritairement Han - et les régions « frontalières » de la Chine où résident davantage de groupes ethniques non Han et de nouveaux immigrants étrangers (par exemple les Russes); une zone parfois désignée sous le nom de « Chine extérieure ».
Il n’y a pas de délimitation géographique précise pour la Chine proprement dite, car de nombreux changements administratifs, culturels et linguistiques ont eu lieu tout au long de l’histoire chinoise. Une définition fait référence à la zone d'origine de la civilisation chinoise, soit la plaine centrale (un sous-ensemble de la plaine de Chine du Nord) ; un autre aux dix-huit provinces de la dynastie Qing. Il n'y a pas de traduction directe du l'expression « Chine Propre » dans la langue chinoise à l'époque en raison des différences dans la terminologie utilisée par les Qing pour désigner les régions. Aujourd’hui encore, l’expression reste controversée parmi les chercheurs, en particulier en Chine continentale, en raison de problèmes liés aux revendications territoriales contemporaines et à la politique ethnique.
Globalement, la Chine extérieure comprend les régions géographiques de la Dzoungarie, du bassin du Tarim, du désert de Gobi, du Plateau mongol, du plateau tibétain, du plateau du Yunnan-Guizhou et de la Mandchourie, ce qui correspond aux provinces du Xinjiang, Tibet, Mandchourie et Mongolie-Intérieure.

## Étymologie
On ne sait pas exactement quand le concept de Chine historique, ou Chine propre est apparu dans le monde occidental. Cependant, il est plausible que les historiens l'aient forgés au XVIII éme siècle, une période ou les territoires des empires et les frontières se modifiaient rapidement, pour distinguer les 18 provinces de l'intérieur de la Chine de ses territoires frontaliers. Ce concept peut également s'appliquer à la Grande-Bretagne proprement dite par rapport à l’Empire britannique, qui englobe de vastes territoires outre-mer. Il en va de même pour la France proprement dite, contrairement au Premier Empire français, que Napoléon a réussi à étendre sur une grande partie de l’Europe.
Selon Harry Harding, ce concept pourrait remonter à 1827, mais c'est oublier que, dès 1795, William Winterbotham l'adopte dans son livre : An Historical, Geographical and Philosophical View of the Chinese Empire. En décrivant la Chine impériale sous la dynastie Qing, Winterbotham la divise en trois parties : la Chine proprement dite, la Tartarie chinoise et les États tributaires de la Chine. Il adopte les opinions de Du Halde et Grosier et soupçonne que le nom « Chine » vienne de la dynastie Qin. Il dit ensuite : « La Chine proprement dite... s'étend du nord au sud sur dix-huit degrés ; son étendue de l'est à l'ouest est un peu moindre... »
Cependant, pour introduire la Chine proprement dite, Winterbotham utilise toujours le système obsolète des 15 provinces de la dynastie Ming, que la dynastie Qing a maintenu jusqu'en 1662. En outre, pour une province Winterbotham utilise le nom de Kiang-nan (chinois : 江南, Jiāngnán); alors qu'elle a été renommée Zhili du Sud (chinois : 南直隶, Nán-Zhílì) pendant la dynastie Ming, puis Kiang-nan (c'est-à-dire Jiangnan) en 1645, soit deux ans après que la dynastie Qing ait remplacé la dynastie Ming. Le découpage en 15 provinces est progressivement remplacé par un en 18 provinces entre 1662 et 1667. L'utilisation du système de 15 provinces et du nom de province « Kiang-nan » indique que le concept de Chine proprement dite est probablement apparu entre 1645 et 1662, et qu'il renvoie l'idée que le véritable territoire de la Chine correspond a celui de l’ancienne dynastie Ming après la transition des Ming aux Qing.

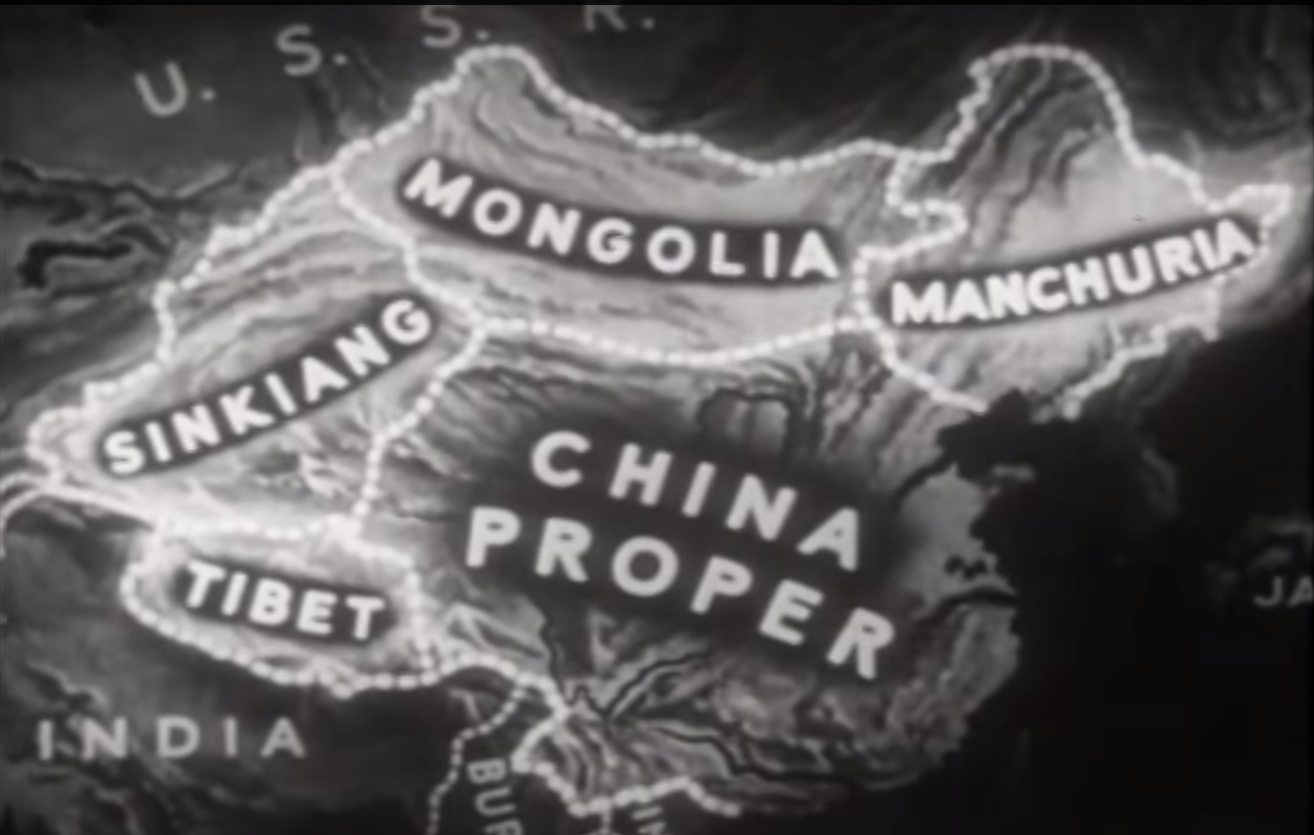
Carte représentant la Chine « Propre », la Mandchourie (Nord-est de la Chine), la Mongolie (Mongolie extérieure), le Sinkiang (Xinjiang), et le Tibet. Image tirée de The battle of China, un segment de Why We Fight, série de films de propagande réalisé par les studios Disney en 1944, pendant la Seconde Guerre mondiale, pour le United States Office of War Information. Notez que les frontières extérieures incluent plusieurs zones revendiquées par la république de Chine.

On trouve des traces de ce concept de « Chine proprement dite » dans des publications antérieures a ce livre de 1795. On le trouve dans The Gentleman's Magazine, publié en 1790, et The Monthly Review, publié en 1749. Au XIXe siècle, le terme « Chine proprement dite » est parfois utilisé par les fonctionnaires chinois lorsqu'ils doivent communiquent en utilisant des langues étrangères. Par exemple, l’ambassadeur Qing en Grande-Bretagne, Zeng Jize, l’utilise dans un article rédigé en anglais qu’il publie en 1887.
« Dulimbai Gurun » est le nom mandchou de la Chine (chinois : 中國, Zhongguo ; « Empire du Milieu »),,. Après avoir conquis les Ming, les Qing voient leur État comme étant la « Chine » (Zhongguo) et l’appellent « Dulimbai Gurun » en langue mandchoue. Les empereurs Qing assimilent les terres de l'État Qing (c'est-à-dire la « Chine proprement dite » et la Mandchourie, le Xinjiang, la Mongolie, le Tibet et d'autres régions actuelles) à la « Chine » dans les langues chinoise et mandchoue, définissant la Chine comme un État multiethnique. Ce faisant, ils rejettent l'idée selon laquelle le terme « Chine » recouvre uniquement les zones peuplées de Han (soit celles incluses par les Occidentaux dans la « Chine proprement dite ») et proclament que les peuples Han et non-Han font partie de la « Chine ». C'est ainsi que les Qing utilisent le mot « Chine » pour se désigner eux-mêmes dans les documents officiels, les traités internationaux et affaires étrangères, et la « langue chinoise » (Dulimbai gurun i bithe) fait référence aux langues chinoise, mandchoue et mongole, et le terme « peuple chinois » ((chinois : 中國人, Zhongguo ren ; mandchou : Dulimbai gurun i niyalma) fait référence à tous les Han, Mandchous et Mongols, tous sujets des Qing.
Lorsque les Qing parachèvent la conquête de la Dzoungarie en 1759, ils proclament que les nouveaux territoires ont été absorbés par la « Chine » (Dulimbai Gurun) dans un mémorial en langue mandchoue,,. Selon l'idéologie des Qing, ces derniers rassemblent les peuples « extérieurs » non-Han comme les Mandchous, les Mongols, les Ouïghours et les Tibétains avec le peuple Han « intérieur », en « une seule famille » unie sous l'État Qing. Les Qing utilisent l'expression « Zhong Wai Yi Jia » (chinois : 中外一家) ou « Nei Wai Yi Jia » (chinois : 內外一家, « intérieur et extérieur comme une seule famille »), pour véhiculer cette idée d'« unification » des différents peuples. Dans une version en langue mandchoue d'un traité avec l'Empire russe, concernant la juridiction pénale sur les hors-la-loi, les habitants du territoire des Qing sont nommés « le peuple du Royaume central (Dulimbai Gurun) ».
Dans le rapport en langue mandchoue qu'un officiel mandchou nommé Tulsien, a rédigé et dans lequel il détaille sa rencontre  avec Ayouki Khan, le chef des mongols Torgut, il est mentionné que les Torguts sont différents des Russes, et que le « peuple du Royaume central » (dulimba-i gurun ; chinois : 中國, Zhongguo) est comme les Mongols Torgut. L'expression « peuple du Royaume Central » fait directement référence aux Mandchous.
Alors que la dynastie Qing utilise « Chine » (Zhongguo) pour décrire les zones han et non-han, certains fonctionnaires érudits han s'opposent à l'utilisation de ce terme par l'empereur Qing pour désigner des zones non-han, utilisant à la place Zhongguo pour marquer une distinction entre les zones culturellement han et les territoires nouvellement acquis par l'empire Qing. Au début du XIXe siècle, le Shengwuji de Wei Yuan (Histoire militaire de la dynastie Qing) appelle les régimes politiques de l'Asie intérieure guo, tandis que les dix-sept provinces du cœur traditionnel, c'est-à-dire la « Chine proprement dite » des occidentaux, et les trois provinces orientales de la Mandchourie sont appelées « Zhongguo ». Certains loyalistes Ming d'origine ethnique Han refusent d'utiliser « Zhongguo » pour désigner des zones situées en dehors des frontières de la Chine Ming, ce qui revient à refuser de reconnaître la légitimité de la dynastie Qing. Malgré ces formes de rejet, les intellectuels chinois Han adoptent progressivement le nouveau sens du mot « Chine » et commencent à la reconnaître comme leur patrie.
Les autorités de la dynastie Qing désigne les 18 provinces habitées par les Han comme étant la « nèidì shíbā shěng » (內地十八省), ce qui signifie la « région intérieure des dix-huit provinces », ou utilisent sa forme abrégée, a savoir « nèidì » (內地), « région intérieure ». Elles utilisent également le nom de « jùnxiàn » (郡县). Elles font référence aux régions non-han de la Chine telles que le nord-est, la Mongolie extérieure, la Mongolie intérieure, le Xinjiang et le Tibet sous le nom de « wàifān » (外藩) qui signifie « feudataires extérieurs » ou « vassaux extérieurs », ou encore « fānbù » (藩部, « région feudatoire »). Ces wàifān sont entièrement soumis et gouvernés par le gouvernement Qing et sont considérés comme faisant partie de la Chine (Zhongguo), contrairement aux wàiguó (外國, « pays extérieurs/étrangers ») comme la Corée, le Vietnam, les Ryukyus,... qui versent un tribut à la Chine des Qing ou sont des États vassaux de la Chine; sans pour autant faire partie de la Chine.

## Usage politique
Au début du XXe siècle, une série de conflits sino-japonais font naitre au sein du peuple chinois le souci de l'unité nationale, et le concept d'une nation chinoise unifiée et indivise gagne en popularité parmi les universitaires chinois. Le 1er janvier 1939, Gu Jiegang publie un article intitulé « Le terme « Chine proprement dite » devrait être aboli immédiatement », dans lequel il affirme que les limites de la zone couverte par l'expression « Chine proprement dite » n'est le territoire réel d'aucune des dynasties chinoises. Gu émet également l'hypothèse que «中国本部 », soit le terme chinois et japonais équivalent à « Chine proprement dite » à l'époque, provient en fait du Japon et a été traduit par « Chine proprement dite »; ce qui revient a dire que le concept de « Chine proprement dite » a été développé par les Japonais et est devenu un outil pour diviser le peuple chinois, ouvrant la voie à l'invasion japonaise de la Mongolie, de la Mandchourie et d'autres régions de la Chine. L'article de Gu déclenche un débat houleux sur la définition et l'origine du « Zhonghua minzu » (nation chinoise),, qui contribue à l'unification du peuple chinois lors de la seconde guerre sino-japonaise et, dans une certaine mesure, façonne l'évolution du concept de « Zhonghua minzu ».

## Moderne
Actuellement, en 2024, les concepts de « Chine historique » ou « Chine proprement dite » sont controversés en Chine même; dans la mesure où le paradigme officiel actuel n’oppose pas le centre et la périphérie de la Chine. Il n’existe pas de terme équivalent et largement utilisé dans la langue chinoise qui corresponde a ces concepts.
En fait, la séparation de la Chine en une « Chine proprement dite » dominée par le peuple Han et d'autres zones avec des minorités ethniques, comme le Turkestan oriental (Turkestan chinois) avec les Ouïghours, remet en cause la légitimité des frontières territoriales actuelles de la Chine, qui reposent sur le principe de la succession d'États . Selon le sinologue Colin Mackerras, les gouvernements étrangers ont globalement accepté les revendications chinoises sur ses zones peuplées de minorités ethniques, car redéfinir le territoire d'un pays à chaque fois qu'il subit un changement de régime provoquerait une instabilité et des guerres sans fin. En outre, demande-t-il, « si les frontières des Qing étaient considérées comme illégitimes, pourquoi devrait-on revenir a celles des Ming, beaucoup plus petites, de préférence aux frontières assez étendues de la dynastie Tang ? »

## Extension

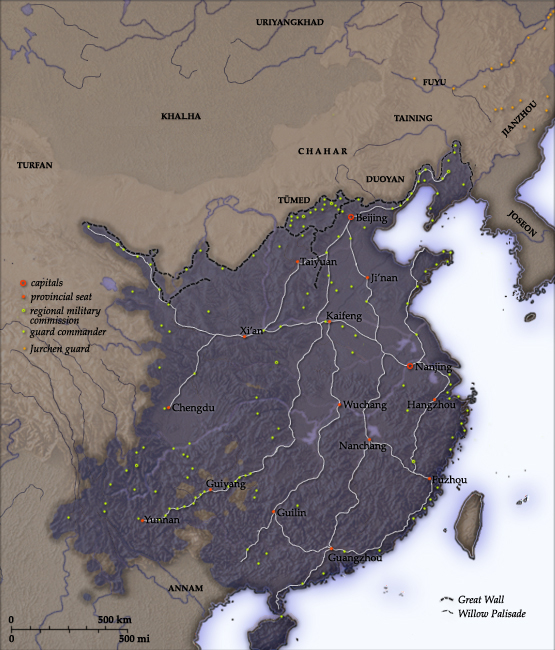
L'étendue approximative de la « Chine proprement dite » à la fin de la dynastie Ming, la dernière dynastie chinoise dont les dirigeants sont d'origine ethnique Han.

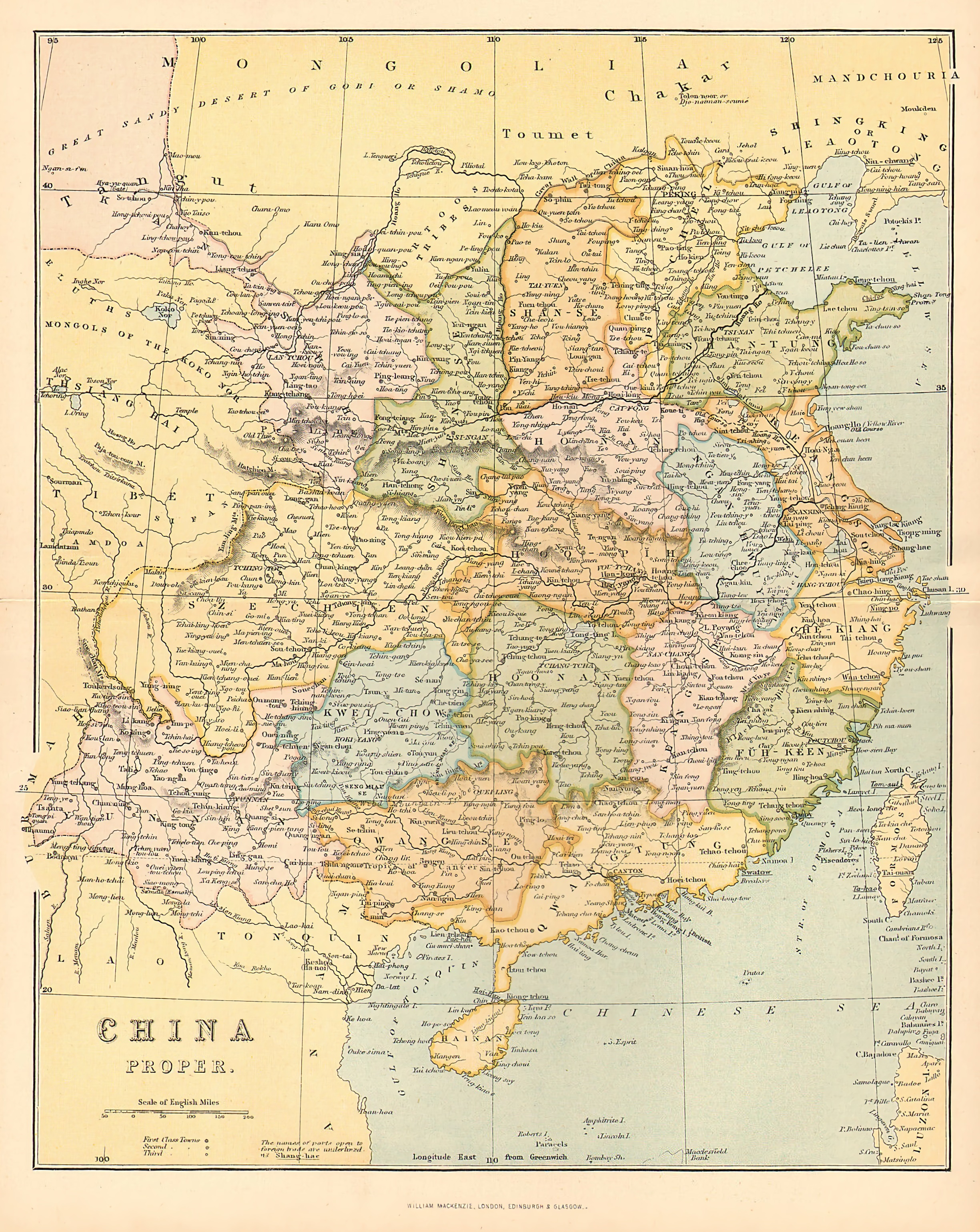
Les dix-huit provinces de la « Chine proprement dite » en 1875, avant la séparation de Taiwan du Fujian en 1885 et son annexion par le Japon en 1895

Il n'y a pas d'étendue géographique fixe pour définir la « Chine proprement dite », car ce concept est utilisé pour exprimer le contraste entre les régions centrales et frontalières de la Chine sous de multiples perspectives : historique, administrative, culturelle et linguistique.

### Perspective historique
Une première manière de définir la « Chine proprement dite » est de se référer aux territoires détenus de longue date par les dynasties chinoises fondées par des familles dirigeantes issues de l'ethnie Han. La civilisation chinoise s'est développée à partir d'une région centrale située dans la Grande plaine de Chine du Nord et s'est étendue vers l'extérieur pendant plusieurs millénaires, conquérant et assimilant les peuples environnants, ou, suivant les périodes, en étant à son tour conquise et influencée. Certaines dynasties, comme les dynasties Han et Tang, ont été particulièrement expansionnistes, s'étendant loin en Asie intérieure, tandis que d'autres, comme les dynasties Jin et Song, ont été obligées d'abandonner la plaine de Chine du Nord elle-même à des régimes rivaux fondés par des peuples du Nord.
La dynastie Ming est la dernière dynastie chinoise d'origine ethnique Han et l'avant-dernière dynastie impériale de Chine. L'empire Ming est divisé en quinze entités administratives, qui comprennent treize provinces (chinois : 布政使司 ; pinyin : Bùzhèngshǐ Sī) et deux zones « directement gouvernées ». Lorsque la dynastie Qing, dirigée par les Mandchous, succède à la dynastie Ming, la cour Qing décide de continuer à utiliser le système administratif Ming pour régner sur les anciennes terres Ming, sans l'appliquer à d'autres domaines tombés également sous la domination Qing, à savoir la Mandchourie, la Mongolie, le Xinjiang, Taïwan et Tibet. Les 15 unités administratives de la dynastie Ming subissent des réformes mineures sous les Qing, pour devenir les « Dix-huit Provinces » (chinois : 一十八行省 ; pinyin : Yīshíbā Xíngshěng, ou chinois : 十八省 ; pinyin : Shíbā Shěng). Ce sont ces dix-huit provinces que les premières sources occidentales appellent la « Chine proprement dite ».
Il existe quelques différences mineures entre le territoire de la Chine des Ming et celui des dix-huit provinces de la Chine des Qing. Par exemple, certaines parties de la Mandchourie étaient des possessions Ming appartenant à la province du Liaodong (aujourd'hui Liaoning), mais les Qing l'ont conquise avant d'entrer dans la plaine centrale et ne l'ont pas administrée comme étant l'une des 15, puis 18 provinces. En revanche, l'ile de Taïwan est un territoire nouvellement annexé par la dynastie Qing, qui est est rattaché au Fujian, l'une des 18 provinces. L'est du Kham, une région du Grand Tibet, est rattaché au Sichuan, tandis qu'une grande partie de ce qui constitue aujourd'hui le nord de la Birmanie est rattaché au Yunnan.
Vers la fin de la dynastie Qing, les autorités de Pékin s’efforcent d'étendre le système des provinces au reste de l'empire. C'est ainsi que Taïwan devient une province distincte en 1885, mais est cédée au Japon en 1895. Le Xinjiang est réorganisé en province en 1884 et la Mandchourie est divisée en trois provinces (Fengtian, Jilin et Heilongjiang) en 1907. Il y a des discussions pour faire de même avec le Tibet, le Qinghai (Kokonor), la Mongolie intérieure et la Mongolie extérieure; mais ces propositions restent lettre morte et ces régions sont toujours en dehors du système des provinces chinoises lorsque la dynastie Qing tombe en 1912.
Les Provinces de la dynastie Qing sont les suivantes :
| Dix-huit Provinces                                     | Dix-huit Provinces | Dix-huit Provinces | Dix-huit Provinces | Dix-huit Provinces | Dix-huit Provinces | Dix-huit Provinces | Dix-huit Provinces | Dix-huit Provinces | Dix-huit Provinces | Dix-huit Provinces |
| Postal                                                 | Pinyin             | Chinois            |                    | Postal             | Pinyin             | Chinois            |                    | Postal             | Pinyin             | Chinois            |
| ------------------------------------------------------ | ------------------ | ------------------ | ------------------ | ------------------ | ------------------ | ------------------ | ------------------ | ------------------ | ------------------ | ------------------ |
| Anhwei                                                 | Ānhuī              | chinois : 安徽省   | Hunan              | Húnán              | chinois : 湖南省   | Kweichow           | Guìzhōu            | chinois : 貴州省   |                    |                    |
| Chekiang                                               | Zhèjiāng           | chinois : 浙江省   | Kansu              | Gānsù              | chinois : 甘肅省   | Shansi             | Shānxī             | chinois : 山西省   |                    |                    |
| Chihli                                                 | Zhílì              | chinois : 直隸省   | Kiangsu            | Jiāngsū            | chinois : 江蘇省   | Shantung           | Shāndōng           | chinois : 山東省   |                    |                    |
| Fukien                                                 | Fújiàn             | chinois : 福建省   | Kiangsi            | Jiāngxī            | chinois : 江西省   | Shensi             | Shǎnxī             | chinois : 陝西省   |                    |                    |
| Honan                                                  | Hénán              | chinois : 河南省   | Kwangtung          | Guǎngdōng          | chinois : 廣東省   | Szechwan           | Sìchuān            | chinois : 四川省   |                    |                    |
| Hupeh                                                  | Húběi              | chinois : 湖北省   | Kwangsi            | Guǎngxī            | chinois : 廣西省   | Yunnan             | Yúnnán             | chinois : 雲南省   |                    |                    |
| Nouvelles Provinces crées à la fin de la Dynastie Qing |                    |                    |                    |                    |                    |                    |                    |                    |                    |                    |
| Fengtien                                               | Fèngtiān           | chinois : 奉天省   |                    | Heilungkiang       | Hēilóngjiāng       | chinois : 黑龍江省 |                    | Kirin              | Jílín              | chinois : 吉林省   |
| Sinkiang                                               | Xīnjiāng           | chinois : 新疆省   |                    |                    |                    |                    |                    |                    |                    |                    |

Certains des révolutionnaires qui cherchent à renverser le régime Qing souhaitent établir un État indépendant de la dynastie Qing dans les limites des dix-huit provinces, comme en témoigne leur drapeau à dix-huit étoiles. D'autres sont favorables au remplacement de la dynastie Qing par une nouvelle république englobant tout le territoire Qing, comme en témoigne leur drapeau à cinq bandes. Certains révolutionnaires, comme Zou Rong, utilisent le terme Zhongguo Benbu (中国本部), qui, grosso modo, fait référence aux dix-huit provinces. Lors de la chute de la dynastie Qing, le décret d'abdication de l'empereur Xuantong lègue tous les territoires de la défunte dynastie à la nouvelle république de Chine . Ce concept fut adopté par la nouvelle république comme le principe des « Cinq peuples ensemble en harmonie », les Cinq peuples faisant référence aux Han, aux Mandchous, aux Mongols, aux musulmans (Ouïghours, Hui, etc.) et aux Tibétains. Le drapeau à cinq bandes est adopté comme drapeau national et la république de Chine se considère comme un seul État unifié englobant les cinq régions léguées par la dynastie Qing. La république populaire de Chine, fondée en 1949 et qui remplace la république de Chine sur le continent chinois, continue de revendiquer quasiment les mêmes frontières que cette dernière, la seule exception majeure étant la reconnaissance d'une Mongolie indépendante. En conséquence, le concept de « Chine proprement dite » tombe en disgrâce en Chine.
Les dix-huit provinces de la dynastie Qing existent encore en grande partie, mais leurs frontières ont changé. Pékin et Tianjin ont finalement été séparés du Hebei, Shanghai du Jiangsu, Chongqing du Sichuan, la région autonome du Ningxia du Gansu et Hainan du Guangdong. Le Guangxi est désormais une région autonome. Les provinces créées par la fin de la dynastie Qing ont également été conservées : le Xinjiang est devenu une région autonome, tandis que les trois provinces de Mandchourie ont désormais des frontières quelque peu différentes, le Fengtian étant renommé Liaoning.
Après la chute de la dynastie Qing, la nouvelle république de Chine a beaucoup de mal a garder le contrôle des ancien territoires Qing, y compris ceux généralement considérés comme faisant partie de la « Chine proprement dite ». Au Tibet en 1912 et en République populaire mongole, l'ancienne Mongolie extérieure, en 1924, des gouvernements locaux prennent le pouvoir et déclarent leur indépendance de la Chine. Si la république de Chine ne reconnait officiellement l'indépendance de la Mongolie qu'en 1946, elle la reconnait de facto lorsqu'elle subdivise la Mongolie intérieure en plusieurs territoires distincts, sans étendre cette réforme à la Mongolie extérieure.
En 1949, les dirigeants de la république de Chine sont chassés du continent et les communistes prennent le pouvoir, fondant la république populaire de Chine. Si les nouveaux dirigeants chinois renouvellent la reconnaissance de l'indépendance de la Mongolie par la Chine, ils mettent fin a l'indépendance du Tibet par une intervention militaire en 1950, et créent la région autonome du Tibet.

### Perspective ethnique

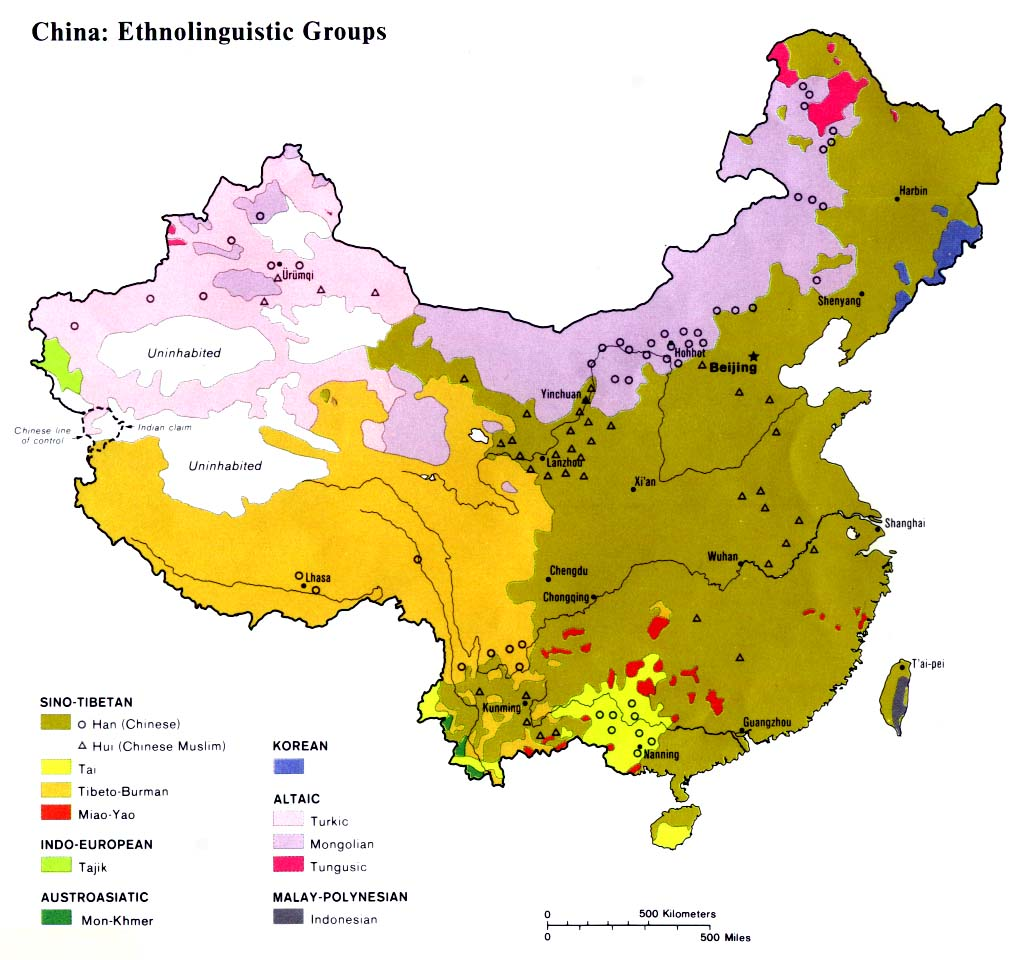
Extension approximative des zones de peuplement de l'ethnie Han en Chine et à Taiwan en 1983 (zones en marron). Les cercles correspondent a des zones de peuplements isolées

Les expressions « Chine historique » et « Chine proprement dite » sont souvent associée au peuple Han, le groupe ethnique majoritaire de Chine, et aux zones ou l'on parle les langues chinoises, un élément unificateur important de l'ethnie Han.
Cependant, les régions de peuplement Han actuelles ne correspondent pas exactement aux dix-huit provinces de la dynastie Qing. Une grande partie du sud-ouest de la Chine, comme les régions des provinces du Yunnan, du Guangxi et de Guizhou, ont fait partie des territoires contrôlés par les différentes dynasties d'origine ethnique Han, notamment la dynastie Ming, ainsi que des dix-huit provinces de la dynastie Qing. Cependant, ces zones sont et continuent d'être peuplées par divers groupes minoritaires non-Han, tels que les Zhuang, les Miao et les Bouyei. À l’inverse, les Han constituent aujourd’hui l'ethnie majoritaire dans la plus grande partie de la Mandchourie, dans une grande partie de la Mongolie intérieure, dans de nombreuses régions du Xinjiang et dans certaines parties dispersées du Tibet. Ceci est en grande partie du a la politique d'installation dans ces régions de « colons » Han, une politique mise en place a la fin de la dynastie Qing, puis reprise et encouragée par les autorités de la république de Chine, puis de la république populaire de Chine.
De plus, « ethnie Han » n’est pas synonyme de « locuteurs de la langue chinoise ». De nombreuses ethnies non Han, telles que les Hui et les Mandchous, parlent pour l'essentiel de leur population le chinois, mais ne s'identifient pas pour autant comme appartenant à l'ethnie Han. La langue chinoise elle-même est également une entité complexe et devrait être décrite comme une famille de langues apparentées plutôt que comme une langue unique si le critère d'intelligibilité mutuelle est utilisé pour classer ses subdivisions.
Dans les différents sondages mené au sein de la population de l'ile, la majorité des habitants de Taiwan s'identifient comme étant « Taïwanais » uniquement, le reste s'identifiant comme « Taïwanais et Chinois » ou « Chinois » uniquement. La population de Taiwan est composée a 98 % de descendants d'immigrants venus de Chine continentale depuis les années 1600, mais l'inclusion de Taiwan dans la « Chine historique »/« Chine proprement dite » reste un sujet controversé, C.F les articles Histoire de Taïwan et Statut de Taïwan.

## Voir également
- Noms donnés à la Chine
- Annam
- Sphère culturelle chinoise
  - Grande Chine
- Chine continentale
- Metropole
- Grande plaine de Chine du Nord
- Asie intérieure
  - Dynastie Ming en Asie centrale (en)
  - Dynastie Qing en Asie centrale
- Mongolie-Extérieure
- Mandchourie-Extérieure
- Sinocentrisme
- Zhonghua Minzu (en)
- Palissade de saules
- Grande Muraille
- Serbie centrale
- Grande Russie